# Fred Akuffo
Pour les articles homonymes, voir Akuffo.
Le lieutenant-général Frederick William Kwasi Akuffo (Fred Akuffo) (né le 21 mars 1937 au Ghana, mort le 26 juin 1979) était un militaire et un homme d'État. Il est un ancien Chef d'état-major de la Défense des Forces armées du Ghana et le président du Ghana et président du Conseil militaire suprême (SMC) au Ghana de 1978 à 1979.
Arrivé au pouvoir par un putsch militaire, il a été renversé dans un autre coup d'État militaire et exécuté trois semaines plus tard.

## Biographie

### Jeunesse et éducation
Fred Akuffo est né à Akropong dans la Région Orientale du Ghana. Il a fait ses études secondaires en 1955 à l'école secondaire presbytérienne pour garçons d'Odumase Krobo, au Ghana. Engagé ensuite l'armée du Ghana, il a notamment été formé à l'Académie royale militaire de Sandhurst, au Royaume-Uni, et au National Defence College en Inde en 1973.
Il était marié à Emily Akuffo.

### Carrière militaire
Au cours de sa carrière militaire, il a servi comme commandant de l'École d'entraînement d'unités aéroportées à Tamale, puis du 6e Bataillon d'infanterie de l'armée du Ghana, entre 1969 et 1970. Il a ensuite été promu au rang de commandant de la 2e brigade. Il a supervisé le passage à la circulation à droite au Ghana le 4 août 1974, dans le cadre de l'opération « Keep Right ». Ce changement s'est bien déroulé et a entraîné peu d'accidents.
Il est ensuite devenu commandant de l'armée, en avril 1974, et Chef d'état-major, en avril 1976.

### Carrière politique
Le 9 octobre 1975, Fred Akuffo a été nommé membre du Conseil militaire suprême, alors au pouvoir, en raison de sa position en tant que commandant de l'armée ghanéenne. Le 5 juillet 1978, il a dirigé une révolution de palais pour renverser le chef de l'État, le général Acheampong. Il a poursuivi les préparatifs en cours pour le retour du Ghana à la règle constitutionnelle, mais son gouvernement a à son tour été renversé, le 4 juin 1979, par un soulèvement militaire de sous-officiers de l'armée du Ghana dirigé par le capitaine d'aviation Jerry Rawlings et le Conseil révolutionnaire des forces armées.

### Exécution
Il a été exécuté avec d'autres hauts responsables militaires le 26 juin 1979 dans les quartiers militaires de Teshie, au Ghana.